# Robert F. Wagner
|  | For andre personer med dette navn, se Robert Wagner |
Robert Ferdinand Wagner (8. juni 1877 – 4. maj 1953) var en amerikansk senator for Demokraterne fra New York i perioden 1927-1949.

## Oprindelse og tidlige liv
Han blev født i Nastätten i den daværende delstat Hessen-Nassau i Tyskland (nu Rheinland-Pfalz) og immigrerede sammen med sine forældre til De Forenede Stater i 1885. Hans familie bosatte sig i New York og Wagner gik i offentlige skoler. Han fik eksamen fra College of the City of New York (nu City College) i 1898 og fra New York Law School i 1900. Han blev optaget i advokatsamfundet i  1900.

## Politisk karriere
Han var medlem af New York State Assembly fra 1905 til 1908 og New York State Senate fra 1909 til 1918. Han blev valgt til leder af flertallet i senatet i samlingerne 1911, 1912 og 1913, og blev fungerende viceguvernør efter at der blev rejst rigsretssag mod guvernør William Sulzer og denne blev efterfulgt af viceguvernør Martin H. Glynn. I januar efter at flertallet var gået tabt for Demokraterne i senatet blev han mindretallets leder indtil han trak sig tilbage i 1918. I sin tid i senatet fungerede han som for statens fabriksundersøgelseskomite (1911–1915). Wagner var delegeret ved statens forfatningskonventer i 1915 og 1938 og dommer ved New Yorks højesteret fra 1919 til 1926.

## Hjernetrust
Wagner var også medlem af Franklin Delano Roosevelt's Brain Trust. Han var meget involveret i arbejdsmarkedsforhold og beskyttelsen af den almindelige arbejder. Han var en af de ledende kræfter ved udforningen af National Industrial Recovery Act og National Recovery Administration. Efter at USA's højesteret havde bestemt at National Industrial Recovery Act og National Recovery Administration var i strid med forfatningen medvirkede Wagner til at få vedtaget lignende love, der blev kendt som National Labor Relations Act. National Labor Relations Act, var måske Wagners største præstation og var en afgørende begivenhed som førte til en rimelig behandling af arbejdere.

## USA's Senat
Wagner blev vagt for Demokraterne til Senatet i 1926 og genvalgt i 1932, 1938 og 1944. Han trak sig tilbage den 28. juni 1949 på grund af dårligt helbred. Han kunne ikke deltage i nogle af samlingerne i den 80. og 81. kongres mellem 1947 og 1949 på grund af en hjertelidelse. Wagner var formand for Senatets komite om patenter i den 73. Kongres, af Senatets komite om offentlige arealer og landmåling i den 73. og 74. Kongres og af Senatets komite om banker og pengevæsen i den 75.-79. kongres. Han var en amerikansk delegeret ved de Forenede Nationers konference om penge og finanser i Bretton Woods, New Hampshire i 1944.
Han vigtigste lovgivning omfatter National Industrial Recovery Act i 1933 og Wagner-Steagall Housing Act i 1937.  Efter at have fungeret som formand for National Labor Board på nærmeste hold været vidne til dets problemer fremsatte han og fik vedtaget National Labor Relations Act, eller 'Wagner Act', som etablerede National Labor Relations Board i 1935. Han fremsatte også Railway Pension Law og var med til at fremsætte Wagner-O'Day Act, forløberen til Javits-Wagner-O'Day Act.
Wagner-Hatfield tilføjelsen til Communications Act of 1934 sigtede mod at overdrage 25% af alle radiokanaler til selvejende radiostationer, men blev ikke vedtaget. Han var medforslagsstiller sammen med Republikaneren fra Massachusetts Edith Rogers på Wagner-Rogers Bill om at give ophold til 20.000 jødiske flygtninge under 14 år i USA fra Nazityskland, men forslaget blev nedstemt af Kongressen i februar 1939.
Wagner og Edward P. Costigan foreslog en føderal anti-Lynching lov. I 1935 blev der gjort forsøg på at overtale præsident Franklin D. Roosevelt til at støtte Costigan-Wagner Bill; men Roosevelt afviste at støtte loven, som ville straffe sheriffer, som undlod at beskytte deres fanger fra lynchning. Han mente, at han ville miste støtte i Sydstatsdemokraterne i Kongressen og miste hele New Deal programmet. Der var 18 lynchninger af sorte i Syden i 1935, men efter truslen om føderal lovgivning faldt antallet til 8 i 1936 og til 2 i 1939.

## Død og eftermæle
Wagner var en broder i Phi Sigma Kappa i sin universitetsår i Zeta Chapter på City College i New York.
Efter at have forladt senatet blev Wagner partner i firmaet, som senere kom til at hedde Finley, Kumble, Wagner, Underberg, Manley, Myerson & Casey.
Robert Wagner døde i New York og ligger begravet på Calvary Cemetery, Queens, New York.
Hans søn var Robert F. Wagner, Jr., som var borgmester i New York fra 1954 til 1965.
Den 14. september 2004 blev der afsløret portrætter af Wagner og senator Arthur H. Vandenberg i Senatets modtageseslokale. De nye portrætter sluttede sig til en gruppe af fremtrædende tidligere senatorer heriblandt Henry Clay, Daniel Webster, John C. Calhoun, Robert M. La Follette, Sr. og Robert A. Taft. Portrætterne af denne gruppe af senatorer, kendt som "Famous Five", blev afsløret den 12. marts 1959.